# 耆紫薇

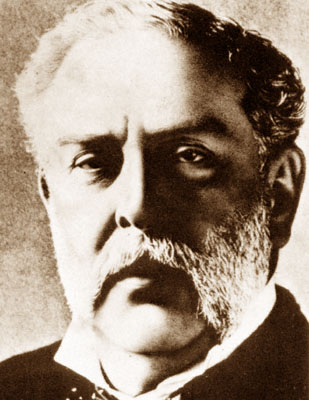
耆紫薇

耆紫薇（William Keswick，1834年4月15日—1912年3月9日），一名祁士域，前怡和大班，其家族後人控制了怡和集團，奠定了凱瑟克家族在怡和的地位。

## 生平
耆紫薇是怡和洋行創辦人威廉·渣甸外甥女的兒子。1855年來到中國。1865年至1866年任上海公共租界董事會總董。1874年至1886年任怡和大班，並曾任匯豐銀行主席、香港總商會主席、香港立法局議員等職。其後回到英國，曾任孖地臣行的常務董事。1898年任薩里郡的行政司法長官。1899年任艾普森國會議員。1912年逝世。